# Комітет визволення України
«Комітет визволення України» (КВУ) — підпільна організація, яку у квітні 1929 року ліквідували органи ДПУ. Справою «КВУ» розпочалось винищення української інтелігенції наприкінці 1920-х років під виглядом боротьби з «петлюрівщиною» і «націоналістичною контрреволюцією». Наступним став процес Спілки визволення України.

## Діяльність КВУ
Восени 1928 року студенти Київського кооперативного інституту Михайло Брацлавський і Василь Бондаренко таємно обговорювали питання щодо шляхів визволення українського народу від національного й соціального гноблення. Їх підтримав діяч українського кооперативного руху Микола Левитський.
Єдиною акцією, яку встиг провести КВУ, було поширення «Заклику до всіх пригнічених Московщиною людей України». Зокрема у ній закликалось розпочати «будувати власне життя»:

| «Час прийшов піклуватися про свободу рідного краю. Хай живе самостійна Україна!»[2] |
Летючки виготовив ідеолог організації Василь Бондаренко. З КВУ в різний спосіб взаємодіяло понад 30 осіб.

## Обвинувачені у справі КВУ

Учасник КВУ Іщенко Василь (сидить ліворуч)

Про діяльність КВУ одразу донесли в каральні органи. 2 квітня 1929 року київський окружний відділ ДПУ провів арешти учасників підпілля.
У справі проходили:
- Бондаренко Василь (1907—1929), ідеолог КВУ, громадський і політичний діяч[3],
- Брацлавський Михайло (1903—1929), один із керівників КВУ, громадський і політичний діяч, активний борець проти комуністичної влади[4],
- Іщенко Василь (1883—1942), український скульптор, мистецтвознавець,
- Левитський Микола (1859—1936), громадський діяч і кооператор[5],
- Б. Бондаренко,
- Т. Дем'янчук,
- М. Ніколаєв,
- Леонтович Марія,
- Павлушкова Наталія, племінниця академіка Сергія Єфремова і сестра Миколи Павлушкова[2].

У 1929 роках радянські каральні органи у рамках боротьби з КВУ розпочали терор проти української інтелігенції по всій країні. ДПУ викрило філії КВУ в Уманській та Білоцерківській округах. На Полтавщині у справі «Полтавського комітету визволення України» було заарештовано понад 100 осіб на чолі з директором гімназії професором Приймою. 1930 року відбувся процес над 45 відомими представниками української творчої інтелігенції, членами Спілки визволення України.

## Вирок
У червні 1929 року на засіданні Колегії ОДПУ двадцятидвохрічного Василя Бондаренка і двадцятишестирічного  Михайла Брацлавського засудили до розстрілу. Решта учасників, окрім Наталії Павлушкової, отримала різні терміни ув'язнення. Наприклад, Василя Іщенка відправили до Соловецьких таборів терміном на п'ять років.